# Herexamen (televisieprogramma)
Herexamen was een televisiequiz van de VARA. In deze quiz kunnen zes bekende Nederlanders hun examen nog eens over doen. Het spel wordt gespeeld door twee teams van elk drie BN'ers. Van 1995 tot 2001 werd de quiz gepresenteerd door Inge Diepman, en van 2003 tot 2007 door Menno Bentveld. De tune van dit programma was het nummer Wonderful World van Sam Cooke.

## Spelrondes
Er zijn in totaal zes rondes.
- Beter Weten: Twee kandidaten (uit elk team één) beantwoorden vier meerkeuzevragen. Daarna zijn de andere kandidaten aan de beurt. Het beantwoorden gebeurt dus in koppels. Per goed beantwoorde vraag krijgt een kandidaat vijf punten.
- 6=voldoende: De kandidaten krijgen zes open vragen waarmee ze aanwijzingen kunnen verdienen. Voor elk goed antwoord krijgen ze punten. Als alle zes de vragen zijn geweest, moet het team een bepaald thema raden met behulp van de aanwijzingen om de punten te verdubbelen.
- Een vak apart: Er gaat een zoeklicht over negen schoolvakken. Als het licht stop wordt gezet, is er een schoolvak geselecteerd en daar krijgt het team dan zes vragen over voor punten. Hierbij konden ze dan telkens kiezen uit zes mogelijke antwoorden. De kijker zag hierbij meteen of er goede antwoorden werden gegeven. Deze werden groen gekleurd. Voor het goede antwoord kwam telkens een ander antwoord in de plaats.
- Vraagstukken: De kandidaten krijgen een aantal logische opgaven.
- Goed of fout: In de overgebleven tijd wordt deze ronde gespeeld. De quizmaster heeft een aantal beweringen en de kandidaten moeten zeggen of ze goed of fout zijn.
- Het eindexamen: De beste kandidaat van beide teams doet het eindexamen. Allereerst verschijnt er een rapport op het scherm met de cijfers van negen schoolvakken die door de kandidaat zijn toegekend en de presentator stelt er anderhalve minuut lang vragen over. Voor elke goed beantwoorde vraag kreeg de kandidaat het aantal punten dat overeenkwam met het aan het vak toegekende cijfer. Zijn er vragen fout, kan de kandidaat, als er nog tijd over is, voor die vakken een 'herexamen' doen. Hij/zij krijgt hier dan nieuwe vragen over. Zijn die ook beantwoord, of is de tijd om, is het examen afgelopen. Als alle vragen goed zijn, worden de punten verdubbeld.

## Vlaamse versie
Het spelprogramma kreeg in 1996 ook een Vlaamse versie op de openbare televisiezender TV1. Eerst verzorgde Birgit Van Mol de presentatie, maar nadat ze in 1997 naar de zender VTM overstapte nam Anja Daems deze functie over.

## Computerversies
Van dit spel verschenen twee cd-roms. Deze bevatten dezelfde rondes als het tv-programma, inclusief het 'eindexamen'.
12 steden, 13 ongelukken · Alles draait om geld · Bergen Binnen · Büch's Boeken · Buitenhof ** · Bureau Kruislaan · Cabaret & Co · Comedytrain presenteert · Deadline · Dr. Ellen · Ernstige Delicten · Factor Giel · Gebak van Krul · GIEL · Herexamen · Hoe bestaat het · Hof van Joosten · Hollands Hoop · In goed gezelschap · Is dat eigenlijk wel zo? · Jules Unlimited · Kanniewaarzijn · Kassa · Kassa 3 · Kinderen geen bezwaar · Kinderen voor Kinderen · Kopspijkers · Kun je het al zien? · Het Lagerhuis · Langs de Leeuw · Langs Sint en De Leeuw · De leugen regeert · Lieve Paul · Lieve Paul & Sint · MaDiWoDoVrijdagshow · De Mega Mike & Mega Thomas Show · Mooi! Weer De Leeuw · Mooi! Weer de Sint · Nieuwslicht · NOVA * · Oppassen!!! · Overspel · Panache · PAU!L · PAU!L en Sint! · Pauls Kadoshow · Pauls Puber Kookshow · Pauw & Witteman · Per Seconde Wijzer · Sint & De Leeuw · Shouf Shouf! · The Sopranos · Stellenbosch ** · Studio Spaan · Thank God It's Friday · Twee voor twaalf · Unit 13 · De verrukkelijke 85 · Vroege Vogels TV · Vuurzee · Waltz ** · De Wereld Draait Door · De wereld van Boudewijn Büch · Wie steelt mijn show? · X De Leeuw · Zembla

*: In samenwerking met NPS en NOS     **: In samenwerking met AVROTROS en VPRO